# 関川夏央
関川 夏央（せきかわ なつお、本名：早川哲夫、1949年11月25日 - ）は、日本の小説家、ノンフィクション作家、評論家で、かつては漫画原作者であった。

## 来歴
新潟県長岡市出身。新潟大学教育学部附属長岡中学校を経て新潟県立長岡高等学校卒業。上智大学外国語学部中退。早稲田大学客員教授。国土審議会圏域部会委員。2008年から神戸女学院大学客員教授。日本映画大学特任教授。
母親は大学の英文科の出身で、教育熱心であり、小学生時代から英語を教えられたが、必要性を感じず、挫折。また、父親は高校の国語教師で柔道をやっており、柔道を教え込まれた。中学では宣教師の教師から英語を学ぶ。また、高校1年の時には、アルバイトでためた金で家出し、自転車で西宮まで行った。
大学中退後、1973年に『週刊プレイボーイ』で、フリーのデータマンとして半年、仕事をする。その後、出版社に編集者として就職するが、給与の低さに退職。
また、24歳から25歳にかけて結婚していたこともあるが、離婚。
その後、様々な仕事をするが、1977年には編集者の櫻木徹郎（サン出版で1974年にゲイ雑誌『さぶ』を創刊。南伸坊の『さる業界の人々』にも「Sさん」として登場する）の元で、数ヶ月、エロ漫画雑誌の編集長をつとめ、またその雑誌の漫画のための「漫画原作」を執筆。なお、同様の「エロ漫画の原作執筆」は、『本の雑誌』を創刊したばかりの椎名誠と目黒考二も、アルバイトとして行っていた。
なお、編集者時代は赤瀬川原平の担当だったこともあった。
1977年、後に名コンビとなる漫画家谷口ジローと出会い、意気投合。2人で漫画の合作を開始。以降も、漫画原作者として、おもに谷口とコンビをくんだ、ハードボイルド作品等を発表。
1980年代以降は、ノンフィクション、ルポルタージュ的な切り口で、時代や社会の有り様を鋭くえぐり出している。
また、1980年代の雑誌「漫画アクション」の名物匿名コラム、「アクション・ジャーナル」に、阿奈井文彦、亀和田武、呉智英、堀井憲一郎、村上知彦、山口文憲らとともに、執筆者の一員ともなった。
1990年代には、北朝鮮を何度も訪問してその状況をレポート。「北朝鮮は社会主義国家ではなく、破綻したカルト宗教団体である」と、いち早く指摘した。その一方で、1992年から2002年まで6回開催された、「日韓文学シンポジウム」の実行委員をつとめた。
2016年現在、小林秀雄賞などの選考委員を務めている。

## 人物
- 70年代後半から80年代初め、交友があった漫画家いしかわじゅんの漫画に「セキカワ」または「関川」というキャラクターで、よく登場していた。なお、いしかわは関川のことを、「へそ曲がりで性格がものすごく悪いが、寂しがりやでもある」と評している[要出典]。また、漫画『それゆけ！山道山』の主人公である山道山など関川をモデルとしたキャラクターもいる。
- 同世代の山口文憲、呉智英と親しく、共に中年独身を称している。
- 山口文憲との共著「東京的日常」によれば、80年代は「バイクにのって、あちこちのファミレスを行きかいしながら、原稿を書く」生活スタイルを公言しており、各ファミレスのメニューには詳しかった模様。
- 日本には「知識人」はおらず、「知識的大衆」がいるだけだと言う。
- 無聊を晴らすために朝日カルチャーセンターの韓国語講座に通ったことから、韓国に興味を抱き、1979年12月に初めて韓国へ。以降、韓国には何十回も滞在。後の作品となる『ソウルの練習問題』や『海峡を越えたホームラン』にも結びついた。また、東南アジア、ヨーロッパ、中南米への旅行も度々行っている。
- コミック原作者であったこともあり、漫画評論を多く行っており、手塚治虫文化賞選考委員（第1回から第9回まで）を務めた。

## 代表作・受賞歴
韓国に興味を抱き、1983年『ソウルの練習問題』（情報センター出版局）で一躍世間の注目を浴びる。また、韓国プロ野球界に飛び込んだ在日コリアンたちを描いた『海峡を越えたホームラン』で、講談社ノンフィクション賞を受賞。
2001年に、谷口ジロー作画の漫画原作作品『「坊っちゃん」の時代』シリーズ（第2回手塚治虫文化賞作品）、『司馬遼太郎の「かたち」』、『二葉亭四迷の明治四十一年』といった、明治以来の日本人の思想と経験を掘り下げてきた業績に対して司馬遼太郎賞を受賞した。
2003年には、日活時代の石原裕次郎と吉永小百合らを論じた『昭和が明るかった頃』で講談社エッセイ賞を受賞。

## 著作
- 『「名探偵」に名前はいらない ニューハードボイルド原作大全集』東京三世社 1981 - 上村一夫、谷口ジロー、白山宣之、松森正、ほんまりうの漫画（関川原作）が収録
  - 改訂版『「名探偵」に名前はいらない』講談社 1988 → 講談社文庫 1991 - 関川の原作のみを収録。漫画の収録はなし。
- 『ソウルの練習問題 異文化への透視ノート』情報センター出版局 1984→ 新潮文庫 1988→ 集英社文庫 2005
- 『海峡を越えたホームラン 祖国という名の異文化』双葉社 1984→ 朝日文庫 1988→ 双葉文庫 1997
- 『貧民夜想会』双葉社 1986→ 文春文庫 1990
  - 改題『かもめホテルでまず一服』双葉文庫 1997
- 『東京からきたナグネ 韓国的80年代誌』筑摩書房 1987→ ちくま文庫 1988
- 『水のように笑う』双葉社 1987→ 新潮文庫 1990
- 『水の中の八月』講談社 1989→ 講談社文庫 1996
- 『森に降る雨 Rain in April』双葉社 1989→ 文春文庫 1992
- 『七つの海で泳ぎたい。フォト・ルポ』講談社文庫 1990
- 『知識的大衆諸君、これもマンガだ』文藝春秋 1991→ 文春文庫 1996
- 『よい病院とはなにか  病むことと老いること ドキュメント』小学館 1992→ 講談社文庫 1995
- 『家はあれども帰るを得ず』文藝春秋 1992→ 文春文庫 1998
- 『退屈な迷宮 「北朝鮮」とは何だったのか』新潮社 1992→ 新潮文庫 1994→ 増補版『「北朝鮮」とは何だったのか 退屈な迷宮』KKベストセラーズ〈ワニ文庫〉2003
- 『「ただの人」の人生』文藝春秋 1993→ 文春文庫 1997
- 『砂のように眠る むかし「戦後」という時代があった』新潮社 1993→ 新潮文庫 1997→ 中公文庫 2024.11
- 『戦中派天才老人・山田風太郎』マガジンハウス 1995→ ちくま文庫 1998
- 『二葉亭四迷の明治四十一年』文藝春秋 1996→ 文春文庫 2003
- 『中年シングル生活』講談社 1997→ 講談社文庫 2001
- 『昭和時代回想』日本放送出版協会 1999→ 集英社文庫 2002→ 中公文庫 2025.1
- 『豪雨の前兆』文藝春秋 1999→ 文春文庫 2004
- 『司馬遼太郎の「かたち」 「この国のかたち」の十年』文藝春秋 2000→ 文春文庫 2003
- 『やむにやまれず』講談社 2001→ 講談社文庫 2004
- 『本よみの虫干し－日本の近代文学再読』岩波新書 2001
- 『石ころだって役に立つ－「本」と「物語」に関する記憶の「物語」』集英社 2002→ 集英社文庫 2005
- 『昭和が明るかった頃』文藝春秋 2002→ 文春文庫 2004。昭和中期の日活を描く
- 『女優男優』双葉社 2003。映画エッセイ
- 『白樺たちの大正』文藝春秋 2003→ 文春文庫 2005
- 『「世界」とはいやなものである』日本放送出版協会 2003→ 集英社文庫 2006
- 『現代短歌 そのこころみ』日本放送出版協会 2004→ 集英社文庫 2008
- 『おじさんはなぜ時代小説が好きか』岩波書店 2006→ 集英社文庫 2010
- 『「坂の上の雲」と日本人』文藝春秋 2006→ 文春文庫 2009
- 『汽車旅放浪記』新潮社 2006→ 新潮文庫 2009→ 中公文庫 2016
- 『女流 林芙美子と有吉佐和子』集英社 2006→ 集英社文庫 2009
- 『家族の昭和』新潮社 2008→ 新潮文庫 2010→ 中公文庫 2024.12
- 『寝台急行「昭和」行』日本放送出版協会 2009→ 中公文庫 2015
- 『新潮文庫 20世紀の100冊』新潮新書 2009
- 『子規、最後の八年』講談社 2011→ 講談社文庫 2015
- 『「解説」する文学』岩波書店 2011
- 『「一九〇五年」の彼ら－「現代」の発端を生きた十二人の文学者』NHK出版新書 2012
- 『東と西－横光利一の旅愁』講談社 2012
- 『やむを得ず早起き』小学館 2012
- 『昭和三十年代 演習』岩波書店 2013
- 『夏目さんちの黒いネコ やむを得ず早起き②』小学館 2013
- 『文学は、たとえばこう読む 「解説」する文学II』岩波書店 2014
  - 『文庫からはじまる 「解説」的読書案内』岩波現代文庫 2025.3（Ⅰ・IIを新編）
- 『人間晩年図巻 1990-94年』岩波書店 2016
- 『人間晩年図巻 1995-99年』岩波書店 2016
- 『人間晩年図巻 2000-03年』岩波書店 2021
- 『人間晩年図巻 2004-07年』岩波書店 2021
- 『人間晩年図巻 2008-11年3月11日』岩波書店 2021
- 『司馬遼太郎の「跫音」』岩波現代文庫 2025.2
- 『昭和的』春陽堂書店 2025.4

### 共著
- 『とんだ旅して地平線』立松和平、南伸坊、西木正明 双葉社 1982
- 『東京的日常』山口文憲 リクルート出版 1990→ ちくま文庫 1994
- 『検証・北朝鮮―北朝鮮の全体像を読む』塚本勝一・山田英雄・佐藤勝巳・坂田俊文 ジャプラン出版 1992.7
- 『品格なくして地域なし』日下公人・奥本大三郎・森まゆみ・津野海太郎 晶文社 1996.11
- 『北朝鮮軍、動く―米韓日中を恫喝する瀬戸際作戦』惠谷治、NK会 ネスコ 1996.12
- 『北朝鮮の延命戦争 金正日・出口なき逃亡路を読む』惠谷治、NK会 ネスコ 1998→ 文春文庫 2001
- 『金正日の哄笑 南北は本当に和解したのか』惠谷治、NK会 光文社 2000
- 『未来をつくる君たちへ 司馬遼太郎作品からのメッセージ』立花隆・松本健一 日本放送出版協会 2009
- 『鉄道旅へ行ってきます』酒井順子・原武史 講談社 2010→ 角川文庫 2024
- 『日本人は何を捨ててきたのか 思想家・鶴見俊輔の肉声』鶴見俊輔 筑摩書房 2011→ ちくま学芸文庫 2015

### 編・監修
- 『韓国読本』日本ペンクラブ編、福武文庫 1988（選者）
- 『司馬遼太郎対話選集』文藝春秋（5分冊） 2002〜2003 → 文春文庫（10分冊） 2006
- 『司馬遼太郎 幕末・明治論コレクション』（1・2）ちくま文庫 2015
- 『鉄道文学傑作選』中公文庫 2024（全17編）

### 漫画原作
- 『無防備都市』（全2巻、谷口ジロー：画） オハヨー出版→芳文社
- 『リンド!3』（谷口ジロー：画） 芳文社 1979 →講談社漫画文庫
- 『ジタンヌ90 漂泊の女戦士』（全2巻、川崎三枝子：画） 少年画報社 1981 →ぶんか社コミック文庫
- 『地球最期の日』（松森正画）日本文芸社, 1981.5
- 『凄春時代』（夢野ひろし：画） 芳文社, 1981.7
- 『事件屋稼業』（谷口ジロー：画）双葉社, 1982.4
- 『新事件屋稼業』1-5（谷口ジロー：画） 日本文芸社, 1983-94
- 『真夜中のイヌ』（ほんまりう画） 日本文芸社, 1983.12
- 『西風は白い』（谷口ジロー：画）双葉社, 1984.1
- 『18階の男』（松森正：画）日本文芸社, 1984.3
- 『暴力街21分署』（谷口ジロー：画）竹書房 1985.1
- 『南アラスカ海流』（松森正：画）双葉社, 1985.3
- 『戦士同盟 リンド3』1〜5（谷口ジロー：画） 竹書房 1985.11
- 『海景酒店-Hotel harbour‐view』（谷口ジロー：画）双葉社 1986
- 『「坊っちゃん」の時代-凛冽たり近代・なお生彩あり明治人』（谷口ジロー：画）双葉社 1987.6

双葉文庫 2002-2003→ 双葉社 2014→「谷口ジローコレクション」2021-2022（各・全5部）
- 『ヘイ!マスター』（上村一夫：画） 双葉社 1988.2 →ちくま文庫 1999
- 『秋の舞姫 「坊っちゃん」の時代 第2部』双葉社 1989.9
- 『かの蒼空に 「坊っちゃん」の時代 第3部』双葉社 1991.12
- 『明治流星雨 「坊っちゃん」の時代 第4部』双葉社 1995.4
- 『不機嫌亭漱石 「坊っちゃん」の時代 第5部』双葉社 1997.7
- 『事件屋稼業Revised Edition』1-6（谷口ジロー：画） 双葉社 1996-97

『事件屋稼業』と『新事件屋稼業』を再編新版

## 作品の映画化
- ありふれた愛に関する調査(1992) 監督：榎戸耕史 - 『名探偵に名前はいらない』の映画化
- 事件屋稼業(1992) 監督：福岡芳穂

## テレビ出演
- BSマンガ夜話（NHK BS2） - 『沈黙の艦隊』（2000年5月4日）に出演、また自身が原作の『事件屋家業』（2005年3月2日）にも出演。
- ハイビジョンスペシャル 世界の山岳鉄道 -列車は天空をめざす- アンデス越えてインカの都へ -ペルー南部鉄道８５０ｋｍ- (2001年8月5日、NHK BShi) - 旅人

## 関連
- 『漫画アクション』- 谷口ジローとの合作漫画は、ほとんどがこの雑誌に掲載。なおノンフィクション作家としてのデビュー作『ソウルの練習問題』や『海峡を越えたホームラン』も、連載されたのは『漫画アクション』誌上であった。